# له ابولمان، کبک
له ابولمان (به فرانسوی: Les Éboulements) شهری در منطقه شهری شارلووا ناحیه کاپیتل-ناسیونال در استان کبک کانادا است. در سرشماری سال ۲۰۱۱ این شهر ۱٬۲۵۸ نفر جمعیت داشته‌است و مساحت آن ۱۵۳٫۹۹ کیلومتر مربع است.